# Arichanna albomacularia
Arichanna albomacularia är en fjärilsart som beskrevs av John Henry Leech 1915. Arichanna albomacularia ingår i släktet Arichanna och familjen mätare. Inga underarter finns listade i Catalogue of Life.